# Bilder, die die Welt bewegten
Bilder, die die Welt bewegten – Peter von Zahn berichtet ist eine Fernsehreihe mit Dokumentarfilmen und im deutschen Fernsehen die erste, die Unfälle und Katastrophen aus den Jahren 1933 bis 1979 aufarbeitete. Die Erstausstrahlungsreihe lief in drei Staffeln mit insgesamt 34 Folgen in den Jahren 1980 und 1983 im ZDF.

## Sendeplatz der Erstausstrahlungsreihe
Der Sendeplatz war generell Mittwoch im Vorabendprogramm. Die jeweiligen Folgen von je rund 25 Minuten Länge liefen unterschiedlichen Angaben zufolge ab 18:20 Uhr oder von 18:25 bis etwa 18:50 Uhr, wonach ein Werbeblock und dann die heute-Sendung folgte. Die Sendereihe begann am 13. Februar 1980 mit Erstausstrahlung der Folge 1 und endete am 21. September 1983 mit Erstausstrahlung der Folge 34.

## Regie und Moderation
Der Journalist und Redakteur Peter von Zahn (1913–2001) führte die Regie und moderierte sämtliche Sendungen mit seiner bemerkenswerten Stimme und eigentümlichen Betonung, war jedoch fast nie in den Filmen zu sehen.

## Inhalt
Inhalt war die filmische Darstellung bedeutender Naturkatastrophen und technischer Katastrophen sowie Unfälle. Die Sendungen befassten sich zumeist mit nur einem Ereignis. Dies wurde dramatisch, jedoch nicht übertrieben dargestellt. Das Geschehen wurde mit Grausamkeiten menschlicher Schicksale, beispielsweise ertrinkende oder verbrennende Menschen (usw.) erläutert.
Die Filme bestanden ausschließlich aus Originalaufnahmen. Es gab keine Grafiken oder Karten. Interviews waren selten. Es wurde jedoch nur dokumentiert, wovon Filmmaterial vorhanden war. So verstand Zahn unter Bildern nur bewegte Bilder. Katastrophen vor der Erfindung des Films passten nicht in das Schema seiner Sendung. Im Abspann erklang jeweils schaurige Musik. 

## Staffeln und Themen

### 1. Staffel
Folge 1 bis 10 (Folgenanzahl: 10) – alle erstmals 1980 gesendet
| Nr. | Erstsend.  | Originaltitel und ggf. Thema                               | Unfallort(e) | Unfalldatum           | Tote        |
| --- | ---------- | ---------------------------------------------------------- | --- | --------------------- | ----------- |
| 1   | 13.02.1980 | Red Adair: Öl in Flammen                                   | • Gassi-Touil-Gasfeld; Sahara (DZ) • Plattform B; Marchand-Bucht, Golf von Mexiko, Küste von Louisiana (USA) • Sumatra (RI) | • 1962 • 1970 • 1978  | • ? • ? • ? |
| 2   | 20.02.1980 | Sturmflut in Hamburg – Sturmflut 1962                      | Hamburg und Küste der Nordsee (D)                                                                                           | 16.–17.02.1962        | 318         |
| 3   | 27.02.1980 | Flug 823 – New York–Miami – Flugzeugabsturz                | Flughafen New York-LaGuardia (USA)                                                                                          | 01.02.1957            | 20          |
| 4   | 05.03.1980 | Andrea Doria – Schiffsuntergang                            | Passagierschiffe Andrea Doria und Stockholm; vor der Küste von Nantucket (nahe USA)                                         | 25.07.1956            | 46          |
| 5   | 12.03.1980 | Erdbeben – Long-Beach-Erdbeben 1933                        | Long Beach (USA) | 10.03.1933            | 120         |
| 6   | 19.03.1980 | Dammbruch – Staudammbruch                                  | Baldwin-Hills-Speicher; Baldwin Hills, Los Angeles (USA)                                                                    | 14.12.1963            | 5           |
| 7   | 26.03.1980 | Luftschiff Hindenburg – Brand und Absturz                  | LZ 129 – Luftschiff Hindenburg; Lakehurst (USA)                                                                             | 06.05.1937            | 36          |
| 8   | 02.04.1980 | Asche über Costa Rica – Vulkanausbruchsserie               | Vulkan Irazú (CR) | 13.03.1963–13.02.1965 | > 35        |
| 9   | 09.04.1980 | Explosion in Texas City – Brand- und Explosionskatastrophe | Texas City (USA) | 16.04.1947            | 581         |
| 10  | 16.04.1980 | Dem Tod auf der Spur – Unfall von Niki Lauda               | Nordschleife des Nürburgrings (D)                                                                                           | 01.08.1976            | 0           |

### 2. Staffel
Folge 11 bis 21 (Folgenanzahl: 11) – alle erstmals 1980 gesendet
| Nr. | Erstsend.  | Originaltitel und ggf. Thema                                                    | Unfallort(e)                                                                                      | Unfalldatum               | Tote     |
| --- | ---------- | ------------------------------------------------------------------------------- | ------------------------------------------------------------------------------------------------- | ------------------------- | -------- |
| 11  | 10.09.1980 | Gefangen auf dem Meeresgrund                                                    | USS Squalus; Portsmouth (USA)                                                                     | 23.05.1939                | 26       |
| 12  | 17.09.1980 | Tornado                                                                         | Wichita Falls (USA)                                                                               | 03.04.1964                | 7        |
| 13  | 24.09.1980 | Lücken in Brücken • Einsturz der Tacoma-Narrows-Brücke • Einsturz der Südbrücke | • SR 16; Tacoma Narrows (Puget Sound), zwischen Tacoma und Gig Harbor (USA) • B 327; Koblenz (D)  | • 07.11.1940 • 10.11.1971 | • 0 • 13 |
| 14  | 01.10.1980 | Luxusdampfer Morro Castle – Schiffsfeuer                                        | Passagierschiff Morro Castle; Atlantik, nahe Long Beach Island (USA)                              | 08.09.1934                | 137      |
| 15  | 08.10.1980 | 13 Tage verschüttet – Bergwerksunglück                                          | Zeche Oneida #2; zwischen Oneida und Sheppton (USA)                                               | 13.08.1963                | 1        |
| 16  | 15.10.1980 | Hurrikan Camille                                                                | Küste des Golfs von Mexiko (USA)                                                                  | 17.–18.08.1969            | 259      |
| 17  | 22.10.1980 | Sintflut in Ohio, USA – Hochwasser                                              | Ohio River (USA)                                                                                  | Januar–Februar 1937       | 385      |
| 18  | 29.10.1980 | SOS über dem Ozean – Pan-Am-Flug 6                                              | eine Boeing 377 Stratocruiser; Pazifik, etwa auf halber Strecke zwischen Hawaii und San Francisco | 16.10.1956                | 0        |
| 19  | 05.11.1980 | Bel Air in Flammen – Großbrand                                                  | Bel Air (USA)                                                                                     | 06.11.1961                | 0        |
| 20  | 12.11.1980 | Eine Stadt zerreißt – Karfreitagsbeben 1964                                     | Anchorage (USA)                                                                                   | 27.03.1964                | 139      |
| 21  | 19.11.1980 | Kapitän Carlsen – Seeunfall                                                     | Stückgutschiff Flying Enterprise; Ärmelkanal, Atlantik (zwischen Großbritannien und Frankreich)   | 24.12.1951–10.01.1952     | 0        |

### 3. Staffel
Folge 22 bis 34 (Folgenanzahl: 13) – alle erstmals 1983 gesendet
| Nr. | Erstsend.  | Originaltitel und ggf. Thema                                | Unfallort(e)                                                       | Unfalldatum        | Tote     |
| --- | ---------- | ----------------------------------------------------------- | ------------------------------------------------------------------ | ------------------ | -------- |
| 22  | 22.06.1983 | Sturmflut in Holland – Flutkatastrophe von 1953             | Niederlande, Belgien, Großbritannien, Nordsee, Ärmelkanal          | 31.01.– 01.02.1953 | 2.394    |
| 23  | 29.06.1983 | Der Tod in Agadir – Erdbeben von Agadir 1960                | Agadir (MA)                                                        | 29.02.1960         | ≈ 15.000 |
| 24  | 06.07.1983 | Ölpest am Kanal – Öltankerhavarie                           | Öltanker Amoco Cadiz; Ärmelkanal, Atlantik; Portsall, Bretagne (F) | 16.03.1978         | 0        |
| 25  | 13.07.1983 | Hochhaus in Flammen – Brandkatastrophe                      | Joelma-Hochhaus, São Paulo (BR)                                    | 01.02.1974         | 179      |
| 26  | 20.07.1983 | Hurrikan Agnes (hier: nur Pennsylvania betreffend)          | Pennsylvania (USA)                                                 | ab 22.06.1972      | 50       |
| 27  | 27.07.1983 | Zyankali für die Gläubigen – Jonestown-Massaker             | Jonestown (GUY)                                                    | 18.11.1978         | 913      |
| 28  | 03.08.1983 | Das weiße Gift von Seveso – Sevesounglück                   | Fabrik Icmesa; Meda, Seveso (I)                                    | 10.07.1976         | 0        |
| 29  | 10.08.1983 | Eine Stadt fliegt weg F5-Tornado während des Super Outbreak | Xenia, Ohio (USA)                                                  | 03.04.1974         | 34       |
| 30  | 17.08.1983 | Engel im Schlamm – Überschwemmung in Florenz                | Arno, Florenz (I)                                                  | 04.11.1966         | 34       |
| 31  | 24.08.1983 | Feuersturm über Boston – Großes Chelsea Feuer               | Chelsea (USA)                                                      | 14.10.1973         | 0        |
| 32  | 31.08.1983 | Brennende Wälder Brand in der Lüneburger Heide              | Lüneburger Heide (D)                                               | 08.–18.08.1975     | 6        |
| 33  | 14.09.1983 | Dammbruch von Fréjus – Staumauerbruch                       | Malpasset-Staumauer; nahe Fréjus (F)                               | 02.12.1959         | ≈ 421    |
| 34  | 21.09.1983 | Ätna, Schmiede der Götter – Vulkanausbruch                  | Ätna, Sizilien (I)                                                 | 12.09.1979         | 9        |

## DVD-Veröffentlichung
Am 2. Dezember 2022 erschien die Reihe bei der Fernsehjuwelen GmbH in einer Komplettbox auf vier DVDs mit 850 Minuten Laufzeit.

## Abkürzungen, Anmerkungen und Einzelnachweise
Die Anzahl der in den drei Tabellen genannten Toten basiert, wenn nicht anders angegeben, in der Regel auf den jeweils genannten (verlinkten) Artikeln der deutschsprachigen Wikipedia.
1. ↑  Bilder, die die Welt bewegten – Sendetermine (u. a. Termine der Serien-Erstausstrahlung), auf fernsehserien.de
2. ↑  Programm vom … 31. August 1983 (Erstausstrahlungstermin: 3. Staffel – Folge 32 – Brennende Wälder); siehe ZDF-Abschnitt, 18.25 Uhr, auf tvprogramme.net
3. 1 2 3  Erstsend. = Erstsendung
4. 1 2 3  Bilder, die die Welt bewegten: Übersicht über Staffeln, Folgen, Themen, Erstausstrahlungen, auf fernsehserien.de
5. ↑  Sturmflut in Hamburg (1962): bei der Sturmflut 1962 starben 340 Menschen, davon 318 in Hamburg
6. ↑  Flug 823 – New York–Miami (1957): Anzahl der Toten (20) laut Artikel Northeast Airlines Flight 823 in der englischsprachigen Wikipedia
7. ↑  Luftschiff Hindenburg – Brand und Absturz (1937): Es starben 36 Menschen, darunter 1 Mitglied der Landemannschaft.
8. ↑  Tornado (1964): Anzahl der Toten (7) laut Abschnitt 1964 tornado des Artikels Wichita Falls, Texas in der englischsprachigen Wikipedia
9. ↑  Lücken in Brücken – Einsturz der Tacoma-Narrows-Brücke (1940): 1 Hund starb in einem auf der Brücke zurück gelassenen Auto
10. ↑  Sintflut in Ohio, USA (1937): Anzahl der Toten (385) laut Artikel Ohio River flood of 1937 in der englischsprachigen Wikipedia
11. ↑  SOS über dem Ozean (1956): Anzahl der Toten (0) laut Artikel Pan Am Flight 6 in der englischsprachigen Wikipedia
12. ↑  Bel Air in Flammen (1961): Anzahl der Toten (0) laut Abschnitt 1961 Brentwood-Bel Air fire des Artikels Brentwood, Los Angeles in der englischsprachigen Wikipedia; dort stand bis 20. Oktober 2013 (05:36 Uhr) "no one was killed"
13. ↑  Eine Stadt zerreißt (1964): Anzahl der Toten (139) laut Artikel 1964 Alaska earthquake in der englischsprachigen Wikipedia
14. ↑  Charles Hocking: Dictionary of Disasters at Sea During the Age of Steam: Including Sailing Ships and Ships of War Lost in Action, 1824-1962. Lloyd’s Register of Shipping, London 1990, ISBN 0-948130-68-7, S. 246.
15. ↑  Sturmflut in Holland (1953) – bei der Flutkatastrophe von 1953, die auch außerhalb der Region Holland stattfand, gab es 2.394 Tote, davon 1.835 in den Niederlanden, 307 in Großbritannien, 28 in Belgien und 224 im Ärmelkanal und in der Nordsee
16. ↑  Ölpest am Kanal (1978): während es keine menschlichen Opfer gab, starben viele am und im Meer lebende Tiere
17. ↑  Hochhaus in Flammen (1974): Anzahl der Toten wird teils mit 179 bis 227 angegeben
18. ↑  Hurrikan Agnes (1972): Es starben 128 Menschen, davon 50 in Pennsylvania.
19. ↑  Zyankali für die Gläubigen (1978): Anzahl der Toten laut dem Artikel Jonestown in der englischsprachigen Wikipedia: 909 + 4 = 913 Menschen (909 Temple members … four other Temple members)
20. ↑  Eine Stadt fliegt weg – F5-Tornado … (1974): Anzahl der Toten (319), davon laut Abschnitt Xenia, Ohio des Artikels Super Outbreak in der englischsprachigen Wikipedia 32 + 2 = 34 in Xenia
21. ↑  Brennende Wälder (1975): In der Lüneburger Heide starben 6 Feuerwehrleute, davon einer an Herzversagen und 5 durch Feuer
22. ↑  Dammbruch von Fréjus (1959): Durch den Staumauerbruch starben etwa 421 Menschen, die Zahl der Toten wird gelegentlich aber auch mit 361, 400, 423, 429 oder 510 angegeben.
23. ↑  Ätna, Schmiede der Götter (1979): Während der Ausbruchsserie vom Spätsommer/Herbst 1979 (mit Entstehung des Südostkraters) starben am 12.09. neun Menschen; die Zahl der Toten wurde von anfangs 5 über 6 auf 9 geändert.